# ديفيد تي وونغ
ديفيد تي وونغ (بالإنجليزية: David T. Wong) هو عالم كيمياء حيوية وعالم أعصاب وأستاذ جامعي أمريكي، ولد في 6 نوفمبر 1935 في هونغ كونغ البريطانية في المملكة المتحدة.